# Silvio Pietroboni
Silvio Pietroboni (né le 9 avril 1904 à Milan et mort le 18 février 1987) est un footballeur italien des années 1920 et 1930.

## Biographie
Pouvant jouer comme défenseur et comme milieu de terrain, Silvio Pietroboni est international italien à onze reprises (1927-1929) pour aucun but inscrit. Il remporte la Coupe internationale 1927-1930 avec la Squadra Azzurra et fait les JO de 1928, ne jouant que les deux premiers matchs sur les cinq. Il remporte la médaille de bronze.
Jouant dans trois clubs italiens (Inter Milan, Canottieri Lecco et Gallaratese), il ne remporte qu'un seul scudetto en 1930 avec l'Inter Milan.

## Clubs
- 1919–1933 : Inter Milan
- 1920–1921 : → Canottieri Lecco (prêt)
- 1933–1934 : Gallaratese

## Palmarès
- Championnat d'Italie de football

- - Champion en 1930
  - Vice-champion en 1933
- Jeux olympiques
  - Médaille de bronze en 1928
- Coupe internationale
  - Vainqueur en 1927-1930